# Dactylochelifer falsus
Dactylochelifer falsus es una especie de arácnido del orden Pseudoscorpionida de la familia Cheliferidae.

## Distribución geográfica
Se encuentra en el norte de África.